# Premier League de 2022–23
A Primeira Divisão do Campeonato Inglês de Futebol da temporada 2022–2023 foi a 121.ª edição da principal divisão do futebol inglês (31.ª como Premier League).
A partir desta temporada, os clubes poderão fazer cinco substituições em vez de três em três ocasiões durante o tempo de jogo e no intervalo, em linha com o restante das seis principais ligas europeias (Bundesliga, Ligue 1, Eredivisie, La Liga e Serie A). Houve uma pausa no meio da temporada para a Copa do Mundo FIFA de 2022 no Catar, com a última partida disputada no fim de semana de 12 a 13 de novembro de 2022 e a primeira partida após a Copa do Mundo foi disputada em 26 de dezembro de 2022, após o final da Copa em 18 de dezembro.

## Regulamento
A Premier League é disputada por 20 clubes em dois turnos. Em cada turno, todos os times jogam entre si uma única vez. Os jogos do segundo turno não são realizados na mesma ordem do primeiro. Não há campeões por turnos, sendo declarado campeão da Inglaterra o time que obtiver o maior número de pontos após as 38 rodadas.

### Critérios de desempate
Caso haja empate de pontos entre dois clubes, os critérios de desempates serão aplicados na seguinte ordem:
1. Saldo de gols
2. Gols marcados

## Participantes

### Promovidos e rebaixados
| Pos. | Rebaixados da Primeira Divisão |
| ---- | ------------------------------ |
| 18°  | Burnley                        |
| 19°  | Watford                        |
| 20°  | Norwich City                   |

| Pos. | Promovidos da Segunda Divisão |
| ---- | ----------------------------- |
| 1º   | Fulham                        |
| 2º   | Bournemouth                   |
| 3º   | Nottingham Forest (Play-offs) |

### Informações das equipes
| Nº de equipes | Região              | Equipes                                                                   |
| ------------- | ------------------- | ------------------------------------------------------------------------- |
| 7             | Grande Londres      | Arsenal, Brentford, Chelsea, Crystal Palace, Fulham, Tottenham e West Ham |
| 4             | Noroeste            | Everton, Liverpool, Manchester City e Manchester United                   |
| 2             | Midlands Ocidentais | Aston Villa e Wolverhampton                                               |
| 2             | Sudeste             | Brighton & Hove Albion e Southampton                                      |
| 2             | Midlands Orientais  | Leicester City e Nottingham Forest                                        |
| 1             | Sudoeste            | Bournemouth                                                               |
| 1             | Yorkshire e Humber  | Leeds United                                                              |
| 1             | Nordeste            | Newcastle United                                                          |

| Equipe                 | Cidade              | Treinador             | Estádio (mando)            | Capacidade | Títulos (último) | Material esportivo |
| ---------------------- | ------------------- | --------------------- | -------------------------- | ---------- | ---------------- | ------------------ |
| Arsenal                | Londres             | Mikel Arteta          | Emirates Stadium           | 60,704     | 13 (2003–04)     | Adidas             |
| Aston Villa            | Birmingham          | Unai Emery            | Villa Park                 | 42,682     | 7 (1980–81)      | Castore            |
| Bournemouth            | Bournemouth         | Gary O'Neil           | Vitality Stadium           | 11,360     | 0 (não possui)   | Umbro              |
| Brentford              | Londres             | Thomas Frank          | Gtech Community Stadium    | 17,250     | 0 (não possui)   | Umbro              |
| Brighton & Hove Albion | Brighton & Hove     | Roberto De Zerbi      | Falmer Stadium             | 30,750     | 0 (não possui)   | Nike               |
| Chelsea                | Londres             | Frank Lampard         | Stamford Bridge            | 40,834     | 6 (2016–17)      | Nike               |
| Crystal Palace         | Londres             | Roy Hodgson           | Selhurst Park              | 25,486     | 0 (não possui)   | Puma               |
| Everton                | Liverpool           | Sean Dyche            | Goodison Park              | 39,414     | 9 (1987–88)      | Hummel             |
| Fulham                 | Londres             | Marco Silva           | Craven Cottage             | 19,000     | 0 (não possui)   | Adidas             |
| Leeds United           | Leeds               | Javi Gracia           | Elland Road                | 37,792     | 3 (1991–92)      | Adidas             |
| Leicester City         | Leicester           | Sam Allardyce         | King Power Stadium         | 32,312     | 1 (2015–16)      | Adidas             |
| Liverpool              | Liverpool           | Jürgen Klopp          | Anfield                    | 53,394     | 19 (2019–20)     | Nike               |
| Manchester City        | Manchester          | Pep Guardiola         | City of Manchester Stadium | 55,017     | 8 (2021–22)      | Puma               |
| Manchester United      | Manchester          | Erik ten Hag          | Old Trafford               | 74,140     | 20 (2012–13)     | Adidas             |
| Newcastle United       | Newcastle upon Tyne | Eddie Howe            | St. James' Park            | 52,305     | 4 (1926–27)      | Castore            |
| Nottingham Forest      | Nottingham          | Steve Cooper          | City Ground                | 30,446     | 1 (1977–78)      | Macron             |
| Southampton            | Southampton         | Rubén Sellés          | St Mary's Stadium          | 32,384     | 0 (não possui)   | Hummel             |
| Tottenham              | Londres             | Ryan Mason (interino) | Tottenham Hotspur Stadium  | 62,303     | 2 (1960–61)      | Nike               |
| West Ham               | Londres             | David Moyes           | Olímpico de Londres        | 60,000     | 0 (não possui)   | Umbro              |
| Wolverhampton          | Wolverhampton       | Julen Lopetegui       | Molineux Stadium           | 32,050     | 3 (1958–59)      | Castore            |

## Classificação
| Pos | Equipe                 | Pts | J  | V  | E  | D  | GP | GC | SG  | Classificação ou descenso                               |
| --- | ---------------------- | --- | -- | -- | -- | -- | -- | -- | --- | ------------------------------------------------------- |
| 1   | Manchester City (C)    | 89  | 38 | 28 | 5  | 5  | 94 | 33 | +61 | Fase de Grupos da Liga dos Campeões da UEFA de 2023–24  |
| 2   | Arsenal                | 84  | 38 | 26 | 6  | 6  | 88 | 43 | +45 | Fase de Grupos da Liga dos Campeões da UEFA de 2023–24  |
| 3   | Manchester United      | 75  | 38 | 23 | 6  | 9  | 58 | 43 | +15 | Fase de Grupos da Liga dos Campeões da UEFA de 2023–24  |
| 4   | Newcastle              | 71  | 38 | 19 | 14 | 5  | 68 | 33 | +35 | Fase de Grupos da Liga dos Campeões da UEFA de 2023–24  |
| 5   | Liverpool              | 67  | 38 | 19 | 10 | 9  | 75 | 47 | +28 | Fase de Grupos da Liga Europa da UEFA de 2023–24        |
| 6   | Brighton & Hove Albion | 62  | 38 | 18 | 8  | 12 | 72 | 53 | +19 | Fase de Grupos da Liga Europa da UEFA de 2023–24        |
| 7   | Aston Villa            | 61  | 38 | 18 | 7  | 13 | 51 | 46 | +5  | Play-offs da Liga Conferência Europa da UEFA de 2023–24 |
| 8   | Tottenham              | 60  | 38 | 18 | 6  | 14 | 70 | 63 | +7  |                                                         |
| 9   | Brentford              | 59  | 38 | 15 | 14 | 9  | 58 | 46 | +12 |                                                         |
| 10  | Fulham                 | 52  | 38 | 15 | 7  | 16 | 55 | 53 | +2  |                                                         |
| 11  | Crystal Palace         | 45  | 38 | 11 | 12 | 15 | 40 | 49 | −9  |                                                         |
| 12  | Chelsea                | 44  | 38 | 11 | 11 | 16 | 38 | 47 | −9  |                                                         |
| 13  | Wolverhampton          | 41  | 38 | 11 | 8  | 19 | 31 | 58 | −27 |                                                         |
| 14  | West Ham               | 40  | 38 | 11 | 7  | 20 | 42 | 55 | −13 | Fase de Grupos da Liga Europa da UEFA de 2023–24        |
| 15  | Bournemouth            | 39  | 38 | 11 | 6  | 21 | 37 | 71 | −34 |                                                         |
| 16  | Nottingham Forest      | 38  | 38 | 9  | 11 | 18 | 38 | 68 | −30 |                                                         |
| 17  | Everton                | 36  | 38 | 8  | 12 | 18 | 34 | 57 | −23 |                                                         |
| 18  | Leicester              | 34  | 38 | 9  | 7  | 22 | 51 | 68 | −17 | Zona de rebaixamento à EFL Championship de 2023–24      |
| 19  | Leeds United           | 31  | 38 | 7  | 10 | 21 | 48 | 78 | −30 | Zona de rebaixamento à EFL Championship de 2023–24      |
| 20  | Southampton            | 25  | 38 | 6  | 7  | 25 | 36 | 73 | −37 | Zona de rebaixamento à EFL Championship de 2023–24      |

1. ↑  O Manchester City venceu a Copa da Inglaterra de 2022–23 como terminaram acima da tabela do sexto lugar, a segunda vaga da fase de grupos da Liga Europa alocada para a Inglaterra será ocupada pelo sexto colocado.
2. ↑  Como os vencedores da Taça da Liga Inglesa 2022–23, o Manchester United, atualmente se qualificam para as competições europeias com base na posição na liga, a vaga na Europa Conference League concedida aos vencedores da EFL Cup será transferida para o time mais bem colocado da Premier League ainda não qualificado para as competições europeias, o sexto colocado.
3. ↑  West Ham United se classificou para a fase de grupos da Liga Europa da UEFA graças ao título da Liga Conferência Europa da UEFA de 2022–23

## Confrontos
| Mandante \ Visitante   | ARS | AVL | BOU | BRE | BHA | CHE | CRY | EVE | FUL | LEE | LEI | LIV | MCI | MUN | NEW | NFO | SOU | TOT | WHU | WOL |
| ---------------------- | --- | --- | --- | --- | --- | --- | --- | --- | --- | --- | --- | --- | --- | --- | --- | --- | --- | --- | --- | --- |
| Arsenal                | —   | 2–1 | 3–2 | 1–1 | 0–3 | 3–1 | 4–1 | 4–0 | 2–1 | 4–1 | 4–2 | 3–2 | 1–3 | 3–2 | 0–0 | 5–0 | 3–3 | 3–1 | 3–1 | 5–0 |
| Aston Villa            | 2–4 | —   | 3–0 | 4–0 | 2–1 | 0–2 | 1–0 | 2–1 | 1–0 | 2–1 | 2–4 | 1–3 | 1–1 | 3–1 | 3–0 | 2–0 | 1–0 | 2–1 | 0–1 | 1–1 |
| Bournemouth            | 0–3 | 2–0 | —   | 0–0 | 0–2 | 1–3 | 0–2 | 3–0 | 2–1 | 4–1 | 2–1 | 1–0 | 1–4 | 0–1 | 1–1 | 1–1 | 0–1 | 2–3 | 0–4 | 0–0 |
| Brentford              | 0–3 | 2–2 | 2–0 | —   | 2–0 | 0–0 | 1–1 | 1–1 | 3–2 | 5–2 | 1–1 | 3–1 | 1–0 | 4–0 | 1–2 | 2–1 | 3–0 | 2–2 | 2–0 | 1–1 |
| Brighton & Hove Albion | 2–4 | 1–2 | 1–0 | 3–3 | —   | 4–1 | 1–0 | 1–5 | 0–1 | 1–0 | 5–2 | 3–0 | 1–1 | 1–0 | 0–0 | 0–0 | 3–1 | 0–1 | 4–0 | 6–0 |
| Chelsea                | 0–1 | 0–2 | 2–0 | 0–2 | 1–2 | —   | 1–0 | 2–2 | 0–0 | 1–0 | 2–1 | 0–0 | 0–1 | 1–1 | 1–1 | 2–2 | 0–1 | 2–2 | 2–1 | 3–0 |
| Crystal Palace         | 0–2 | 3–1 | 2–0 | 1–1 | 1–1 | 1–2 | —   | 0–0 | 0–3 | 2–1 | 2–1 | 0–0 | 0–1 | 1–1 | 0–0 | 1–1 | 1–0 | 0–4 | 4–3 | 2–1 |
| Everton                | 1–0 | 0–2 | 1–0 | 1–0 | 1–4 | 0–1 | 3–0 | —   | 1–3 | 1–0 | 0–2 | 0–0 | 0–3 | 1–2 | 1–4 | 1–1 | 1–2 | 1–1 | 1–0 | 1–2 |
| Fulham                 | 0–3 | 3–0 | 2–2 | 3–2 | 2–1 | 2–1 | 2–2 | 0–0 | —   | 2–1 | 5–3 | 2–2 | 1–2 | 1–2 | 1–4 | 2–0 | 2–1 | 0–1 | 0–1 | 1–1 |
| Leeds United           | 0–1 | 0–0 | 4–3 | 0–0 | 2–2 | 3–0 | 1–5 | 1–1 | 2–3 | —   | 1–1 | 1–6 | 1–3 | 0–2 | 2–2 | 2–1 | 1–0 | 1–4 | 2–2 | 2–1 |
| Leicester              | 0–1 | 1–2 | 0–1 | 2–2 | 2–2 | 1–3 | 0–0 | 2–2 | 0–1 | 2–0 | —   | 0–3 | 0–1 | 0–1 | 0–3 | 4–0 | 1–2 | 4–1 | 2–1 | 2–1 |
| Liverpool              | 2–2 | 1–1 | 9–0 | 1–0 | 3–3 | 0–0 | 1–1 | 2–0 | 1–0 | 1–2 | 2–1 | —   | 1–0 | 7–0 | 2–1 | 3–2 | 3–1 | 4–3 | 1–0 | 2–0 |
| Manchester City        | 4–1 | 3–1 | 4–0 | 1–2 | 3–1 | 1–0 | 4–2 | 1–1 | 2–1 | 2–1 | 3–1 | 4–1 | —   | 6–3 | 2–0 | 6–0 | 4–0 | 4–2 | 3–0 | 3–0 |
| Manchester United      | 3–1 | 1–0 | 3–0 | 1–0 | 1–2 | 4–1 | 2–1 | 2–0 | 2–1 | 2–2 | 3–0 | 2–1 | 2–1 | —   | 0–0 | 3–0 | 0–0 | 2–0 | 1–0 | 2–0 |
| Newcastle              | 0–2 | 4–0 | 1–1 | 5–1 | 4–1 | 1–0 | 0–0 | 1–0 | 1–0 | 0–0 | 0–0 | 0–2 | 3–3 | 2–0 | —   | 2–0 | 3–1 | 6–1 | 1–1 | 2–1 |
| Nottingham Forest      | 1–0 | 1–1 | 2–3 | 2–2 | 3–1 | 1–1 | 1–0 | 2–2 | 2–3 | 1–0 | 2–0 | 1–0 | 1–1 | 0–2 | 1–2 | —   | 4–3 | 0–2 | 1–0 | 1–1 |
| Southampton            | 1–1 | 0–1 | 0–1 | 0–2 | 1–3 | 2–1 | 0–2 | 1–2 | 0–2 | 2–2 | 1–0 | 4–4 | 1–4 | 0–1 | 1–4 | 0–1 | —   | 3–3 | 1–1 | 1–2 |
| Tottenham              | 0–2 | 0–2 | 2–3 | 1–3 | 2–1 | 2–0 | 1–0 | 2–0 | 2–1 | 4–3 | 6–2 | 1–2 | 1–0 | 2–2 | 1–2 | 3–1 | 4–1 | —   | 2–0 | 1–0 |
| West Ham               | 2–2 | 1–1 | 2–0 | 0–2 | 0–2 | 1–1 | 1–2 | 2–0 | 3–1 | 3–1 | 0–2 | 1–2 | 0–2 | 1–0 | 1–5 | 4–0 | 1–0 | 1–1 | —   | 2–0 |
| Wolverhampton          | 0–2 | 1–0 | 0–1 | 2–0 | 2–3 | 1–0 | 2–0 | 1–1 | 0–0 | 2–4 | 0–4 | 3–0 | 0–3 | 0–1 | 1–1 | 1–0 | 1–0 | 1–0 | 1–0 | —   |

## Desempenho por rodada
Clubes que lideraram o campeonato ao final de cada rodada:
| Rodadas | Rodadas | Rodadas | Rodadas | Rodadas | Rodadas | Rodadas | Rodadas | Rodadas | Rodadas | Rodadas | Rodadas | Rodadas | Rodadas | Rodadas | Rodadas | Rodadas | Rodadas | Rodadas | Rodadas | Rodadas | Rodadas | Rodadas | Rodadas | Rodadas | Rodadas | Rodadas | Rodadas | Rodadas | Rodadas | Rodadas | Rodadas | Rodadas | Rodadas | Rodadas | Rodadas | Rodadas | Rodadas |
| ------- | ------- | ------- | ------- | ------- | ------- | ------- | ------- | ------- | ------- | ------- | ------- | ------- | ------- | ------- | ------- | ------- | ------- | ------- | ------- | ------- | ------- | ------- | ------- | ------- | ------- | ------- | ------- | ------- | ------- | ------- | ------- | ------- | ------- | ------- | ------- | ------- | ------- |
| 1       | 2       | 3       | 4       | 5       | 6       | 7       | 8       | 9       | 10      | 11      | 12      | 13      | 14      | 15      | 16      | 17      | 18      | 19      | 20      | 21      | 22      | 23      | 24      | 25      | 26      | 27      | 28      | 29      | 30      | 31      | 32      | 33      | 34      | 35      | 36      | 37      | 38      |
| TOT     | MCI     | ARS     | ARS     | ARS     | ARS     | ARS     | ARS     | ARS     | ARS     | ARS     | ARS     | ARS     | ARS     | ARS     | ARS     | ARS     | ARS     | ARS     | ARS     | ARS     | ARS     | ARS     | ARS     | ARS     | ARS     | ARS     | ARS     | ARS     | ARS     | ARS     | ARS     | MCI     | MCI     | MCI     | MCI     | MCI     | MCI     |

Clubes que ficaram na última posição do campeonato ao final de cada rodada:
| Rodadas | Rodadas | Rodadas | Rodadas | Rodadas | Rodadas | Rodadas | Rodadas | Rodadas | Rodadas | Rodadas | Rodadas | Rodadas | Rodadas | Rodadas | Rodadas | Rodadas | Rodadas | Rodadas | Rodadas | Rodadas | Rodadas | Rodadas | Rodadas | Rodadas | Rodadas | Rodadas | Rodadas | Rodadas | Rodadas | Rodadas | Rodadas | Rodadas | Rodadas | Rodadas | Rodadas | Rodadas | Rodadas |
| ------- | ------- | ------- | ------- | ------- | ------- | ------- | ------- | ------- | ------- | ------- | ------- | ------- | ------- | ------- | ------- | ------- | ------- | ------- | ------- | ------- | ------- | ------- | ------- | ------- | ------- | ------- | ------- | ------- | ------- | ------- | ------- | ------- | ------- | ------- | ------- | ------- | ------- |
| 1       | 2       | 3       | 4       | 5       | 6       | 7       | 8       | 9       | 10      | 11      | 12      | 13      | 14      | 15      | 16      | 17      | 18      | 19      | 20      | 21      | 22      | 23      | 24      | 25      | 26      | 27      | 28      | 29      | 30      | 31      | 32      | 33      | 34      | 35      | 36      | 37      | 38      |
| SOU     | MUN     | WHA     | LEI     | LEI     | LEI     | LEI     | NOT     | LEI     | NOT     | NOT     | NOT     | NOT     | NOT     | NOT     | NOT     | SOU     | SOU     | SOU     | SOU     | SOU     | SOU     | SOU     | SOU     | SOU     | BOU     | BOU     | SOU     | SOU     | SOU     | SOU     | SOU     | SOU     | SOU     | SOU     | SOU     | SOU     | SOU     |

## Estatísticas
Atualizado em 28  de maio de 2023.
| Pos. | Jogador             | Equipe            | Gols |
| ---- | ------------------- | ----------------- | ---- |
| 1    | Erling Haaland      | Manchester City   | 36   |
| 2    | Harry Kane          | Tottenham         | 30   |
| 3    | Ivan Toney          | Brentford         | 20   |
| 4    | Mohamed Salah       | Liverpool         | 19   |
| 5    | Callum Wilson       | Newcastle         | 18   |
| 6    | Marcus Rashford     | Manchester United | 17   |
| 7    | Gabriel Martinelli  | Arsenal           | 15   |
| 7    | Martin Ødegaard     | Arsenal           | 15   |
| 7    | Ollie Watkins       | Aston Villa       | 15   |
| 10   | Bukayo Saka         | Arsenal           | 14   |
| 10   | Aleksandar Mitrović | Fulham            | 14   |

| Pos. | Jogador                | Equipe                 | Assists. |
| ---- | ---------------------- | ---------------------- | -------- |
| 1    | Kevin De Bruyne        | Manchester City        | 16       |
| 2    | Leandro Trossard       | Arsenal                | 12       |
| 2    | Mohamed Salah          | Liverpool              | 12       |
| 4    | Bukayo Saka            | Arsenal                | 11       |
| 4    | Michael Olise          | Crystal Palace         | 11       |
| 6    | Riyad Mahrez           | Manchester City        | 10       |
| 7    | James Maddison         | Leicester              | 9        |
| 7    | Trent Alexander-Arnold | Liverpool              | 9        |
| 9    | Andrew Robertson       | Liverpool              | 8        |
| 9    | Bruno Fernandes        | Manchester United      | 8        |
| 9    | Bryan Mbeumo           | Brentford              | 8        |
| 9    | Christian Eriksen      | Manchester United      | 8        |
| 9    | Erling Haaland         | Manchester City        | 8        |
| 9    | Ivan Perišić           | Tottenham              | 8        |
| 9    | Morgan Gibbs-White     | Nottingham Forest      | 8        |
| 9    | Pascal Groß            | Brighton & Hove Albion | 8        |

### Clean sheets
| Pos. | Jogador           | Equipe            | Clean sheets |
| ---- | ----------------- | ----------------- | ------------ |
| 1    | David de Gea      | Manchester United | 17           |
| 2    | Aaron Ramsdale    | Arsenal           | 14           |
| 2    | Alisson Becker    | Liverpool         | 14           |
| 2    | Nick Pope         | Newcastle         | 14           |
| 5    | David Raya        | Brentford         | 12           |
| 6    | Ederson           | Manchester City   | 11           |
| 6    | Emiliano Martínez | Aston Villa       | 11           |
| 6    | José Sá           | Wolverhampton     | 11           |
| 9    | Kepa Arrizabalaga | Chelsea           | 9            |
| 10   | Bernd Leno        | Fulham            | 8            |
| 10   | Jordan Pickford   | Everton           | 8            |
| 10   | Łukasz Fabiański  | West Ham          | 8            |

### Hat-tricks
| Jogador          | Para                   | Contra            | Resultado | Data                   | Ref.   |
| ---------------- | ---------------------- | ----------------- | --------- | ---------------------- | ------ |
| Erling Haaland   | Manchester City        | Crystal Palace    | 4–2 (C)   | 27 de agosto de 2022   | [ 25 ] |
| Erling Haaland   | Manchester City        | Nottingham Forest | 6–0 (C)   | 31 de agosto de 2022   | [ 26 ] |
| Ivan Toney       | Brentford              | Leeds United      | 5–2 (C)   | 3 de setembro de 2022  | [ 27 ] |
| Son Heung-min    | Tottenham              | Leicester         | 6–2 (C)   | 17 de setembro de 2022 | [ 28 ] |
| Leandro Trossard | Brighton & Hove Albion | Liverpool         | 3–3 (F)   | 1 de outubro de 2022   | [ 29 ] |
| Erling Haaland   | Manchester City        | Manchester United | 6–3 (C)   | 2 de outubro de 2022   | [ 30 ] |
| Phil Foden       | Manchester City        | Manchester United | 6–3 (C)   | 2 de outubro de 2022   | [ 30 ] |
| Erling Haaland   | Manchester City        | Wolverhampton     | 3–0 (C)   | 22 de janeiro de 2023  |        |

## Prêmios

### Prêmios mensais
| Mês               | Treinador do mês | Treinador do mês  | Jogador do mês  | Jogador do mês    | Gol do mês          | Gol do mês     | Defesa do mês     | Defesa do mês     | Referências                 |
| Mês               | Treinador        | Clube             | Jogador         | Clube             | Jogador             | Clube          | Jogador           | Clube             | Referências                 |
| ----------------- | ---------------- | ----------------- | --------------- | ----------------- | ------------------- | -------------- | ----------------- | ----------------- | --------------------------- |
| Agosto            | Mikel Arteta     | Arsenal           | Erling Haaland  | Manchester City   | Allan Saint-Maximin | Newcastle      | Nick Pope         | Newcastle         | [ 31 ] [ 32 ] [ 33 ] [ 34 ] |
| Setembro          | Erik ten Hag     | Manchester United | Marcus Rashford | Manchester United | Ivan Toney          | Brentford      | Jordan Pickford   | Everton           | [ 35 ] [ 36 ] [ 37 ] [ 38 ] |
| Outubro           | Eddie Howe       | Newcastle         | Miguel Almirón  | Newcastle         | Miguel Almirón      | Newcastle      | Kepa Arrizabalaga | Chelsea           | [ 39 ] [ 40 ] [ 41 ] [ 42 ] |
| Novembro/Dezembro | Mikel Arteta     | Arsenal           | Martin Ødegaard | Arsenal           | Demarai Gray        | Everton        | Gavin Bazunu      | Southampton       | [ 43 ] [ 44 ] [ 45 ] [ 46 ] |
| Janeiro           | Mikel Arteta     | Arsenal           | Marcus Rashford | Manchester United | Michael Olise       | Crystal Palace | Nick Pope         | Newcastle         | [ 47 ] [ 48 ] [ 49 ] [ 50 ] |
| Fevereiro         | Erik ten Hag     | Manchester United | Marcus Rashford | Manchester United | Willian             | Fulham         | David de Gea      | Manchester United | [ 51 ] [ 52 ] [ 53 ] [ 54 ] |
| Março             | Mikel Arteta     | Arsenal           | Bukayo Saka     | Arsenal           | Jonny Otto          | Wolverhampton  | Aaron Ramsdale    | Arsenal           | [ 55 ] [ 56 ] [ 57 ] [ 58 ] |
| Abril             | Unai Emery       | Aston Villa       | Erling Haaland  | Manchester City   | Matheus Nunes       | Wolverhampton  | Aaron Ramsdale    | Arsenal           | [ 59 ] [ 60 ] [ 61 ] [ 62 ] |